# Rüderswil
Rüderswil é uma comuna da Suíça, situada no distrito administrativo de Emmental, no cantão de Berna. Tem 2,9 km² de área e sua população em 2018 foi estimada em 2.383 habitantes.